# Lazar Hrebeljanović
Štěpán Lazar I. Hrebeljanović (okolo 1329, Prilepac, Kosovo – 28. června 1389, Kosovo pole) či kníže Lazar (srbsky Кнез Лазар/Knez Lazar) nebo car Lazar byl srbský vládce, kníže (1371–1389) a car (1389). V Srbsku se stal legendární postavou a pravoslavná církev ho uznává jako světce.

## Život

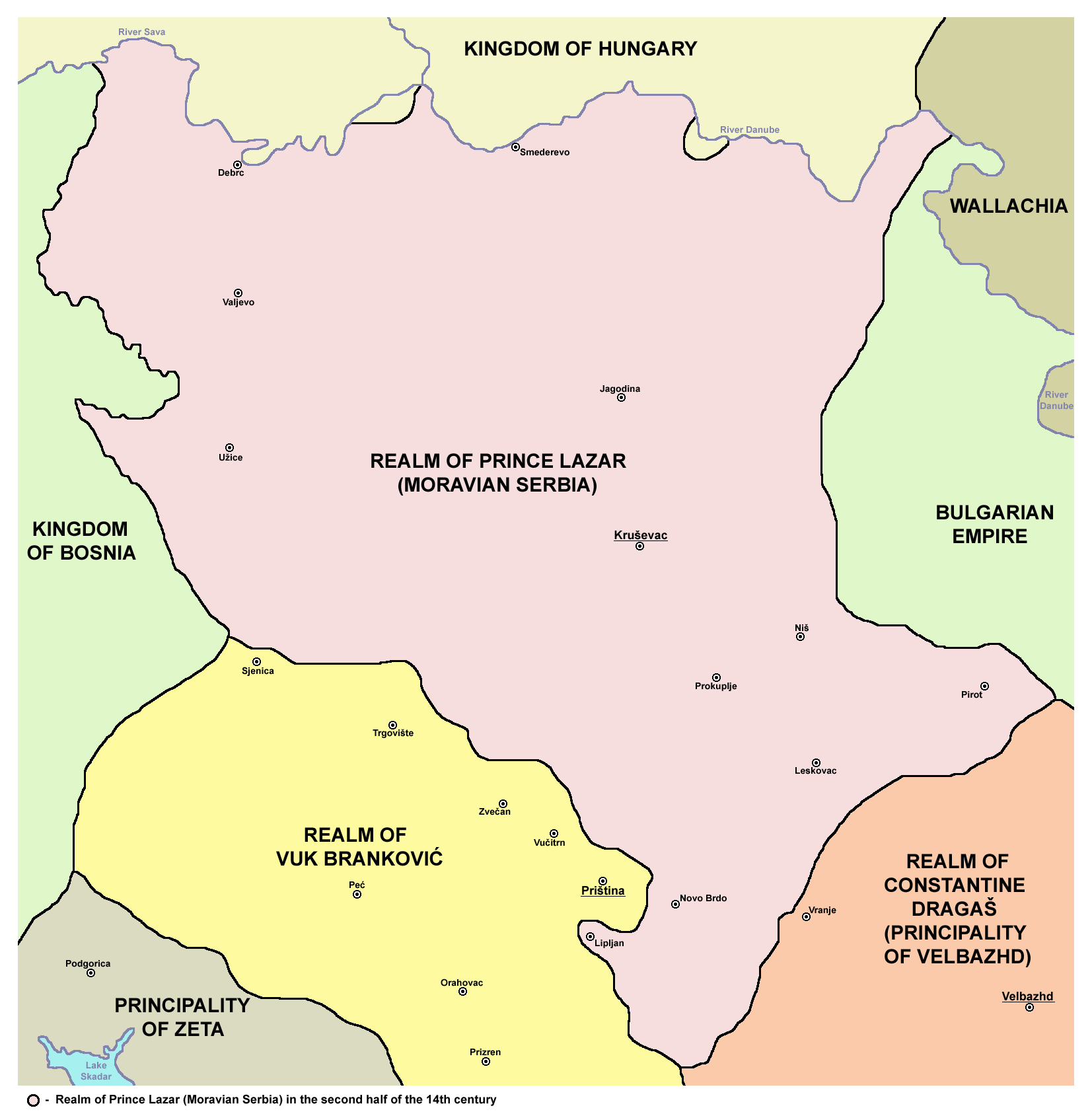
Lazarovo království ve 14. století

Princův otec jménem Pribac byl nižší šlechtic na dvoře cara Štěpána IV. Dušana a Lazar vyrůstal na dvoře ve městě Prizren. V roce 1362 je zmíněn jako dvořan Dušanova následníka Štěpána V., který ho okolo roku 1371 povýšil na knížete.

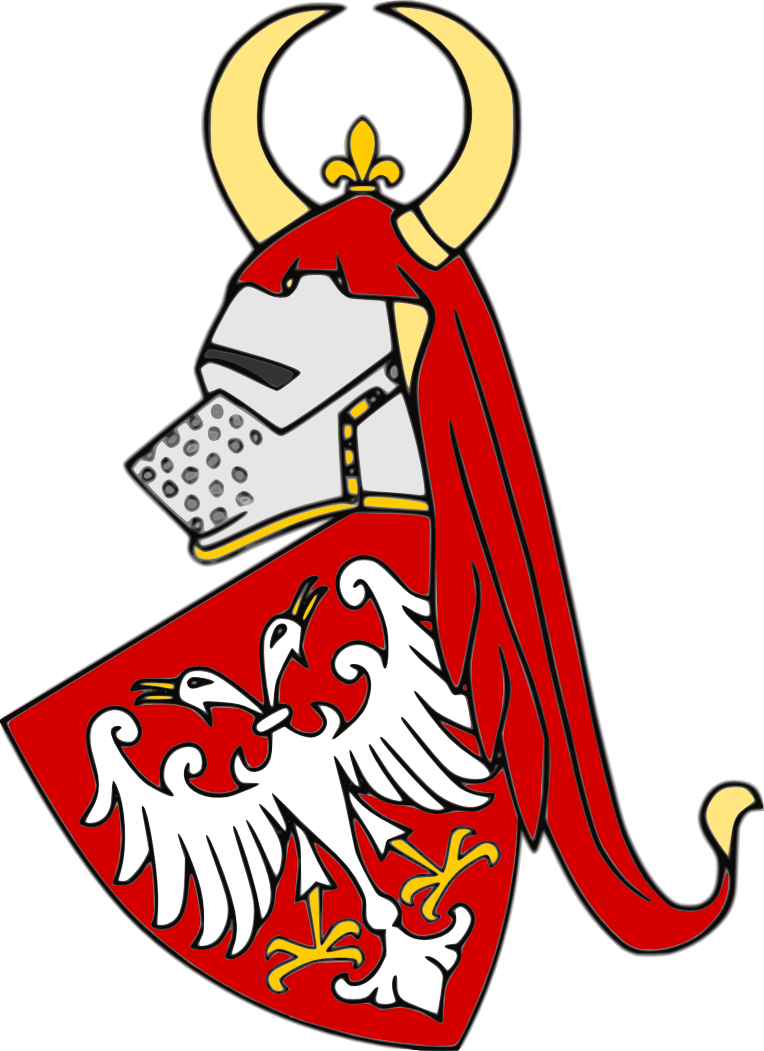
Erb Lazara Hrebeljanoviće

Později Lazar Prizren opustil a konsolidoval svou moc na severu Srbska. I když byl vazalem cara Štěpána V., odmítl se zúčastnit bitvy u řeky Marica, ve které osmanské síly porazily většinu srbské armády a ovládaly oblasti jižně a východně od Kosova. Krátce na to car Štěpán V. zemřel jako poslední mužský potomek dynastie Nemanjićovců. Lazar se díky diplomacii, vojenským vítězstvím a v neposlední řadě dynastickému manželství s Milicou Nemanjićovou stal nejsilnějším srbským šlechticem. Přisvojil si tituly Štěpán a autokrat a povýšil se i nad svého spojence, bosenskeho bána Tvrtka Kotromaniće, který používal titul Štěpán král Srbů a Bosny a byl po otcově matce potomek Nemanjićovců, takže jeho dynastické nároky byly legitimnější.
Lazar si na Balkáně vybojoval silnou pozici a ovládal dnešní centrální Srbsko a část Kosova. Hlavním městem jeho knížectví bylo město Kruševac. Kladl silný odpor postupující Osmanské říši, například ve vítězné bitvě u Pločniku v roce 1387. Lazarovo knížectví se stalo útočištěm mnoha mnichům, spisovatelům, architektům a umělcům z Bulharska, Řecka a jižního Srbska, které byly pod kontrolou Turků. I když jeho rozloha byla asi čtvrtinová v porovnaní s Dušanovým císařstvím, sjednotil centrální Srbsko se severními provinciemi Mačva, Kučevo a Braničevo. Jeho území chránili vazalští vládci, které si zavázal manželstvím se svými dcerami. Patřili k nim Mikuláš Gorjanský v Mačvě, Đurađ II. Balšić v Zetě (Černá Hora), Vuk Branković v Rašce (Kosovo).
Diplomatickým úspěchem jeho vlády bylo smíření srbské církve vedené Sávou IV. a byzantské církve reprezentované konstantinopolským patriarchou Filotheem. Ten srbskou církev zbavil klatby uvalené za vlády Štěpána Dušana a oficiálně přiznal jejímu představenému titul patriarchy.
V předvečer bitvy na Kosově poli ho korunovali carem, ale v bitvě ho Turci zajali a poté popravili.
Ortodoxní církev ho vyhlásila za svatého mučedníka a srbský král Alexandr I. Obrenović po něm pojmenoval královský Řád svatého knížete Lazara, který založil 28. června 1889 ku příležitosti pětistého výročí bitvy na Kosově poli, kde Lazar padl.

## Rodina
- otec Pribac, dvořan cara Štěpána Dušana
- manželka Milica, dcera prince Vratka z rodu Nemanjićovců (od 1353)
  - dcera Mara
    - manželka Vuka Brankoviće, srbského knížete

  - syn Štěpán Lazarević, Lazarův následník, srbský kníže a despota
  - syn Vuk (popravený 6. července 1410)
  - dcera Mara či Dragana
    - později manželka bulharského cara Ivana Šišmana

  - dcera Teodora
    - později manželka Mikuláše II. Gorjanského (jiné prameny udávají, že jeho manželkou byla její mladší sestra Jelena)

  - dcera Jela či Jelena,
    - později manželka černohorského knížete Đurađa Stracimiroviće z rodu Balšićovců (Đurađ II. Balšić)
    - později manželka Sandalja Hraniće, synovce Vlatka Vukoviće

  - dcera Olivera Despina
    - později „manželka“ (tj. zařazená do harému) tureckého sultána Bajezida I.